# Cabujón

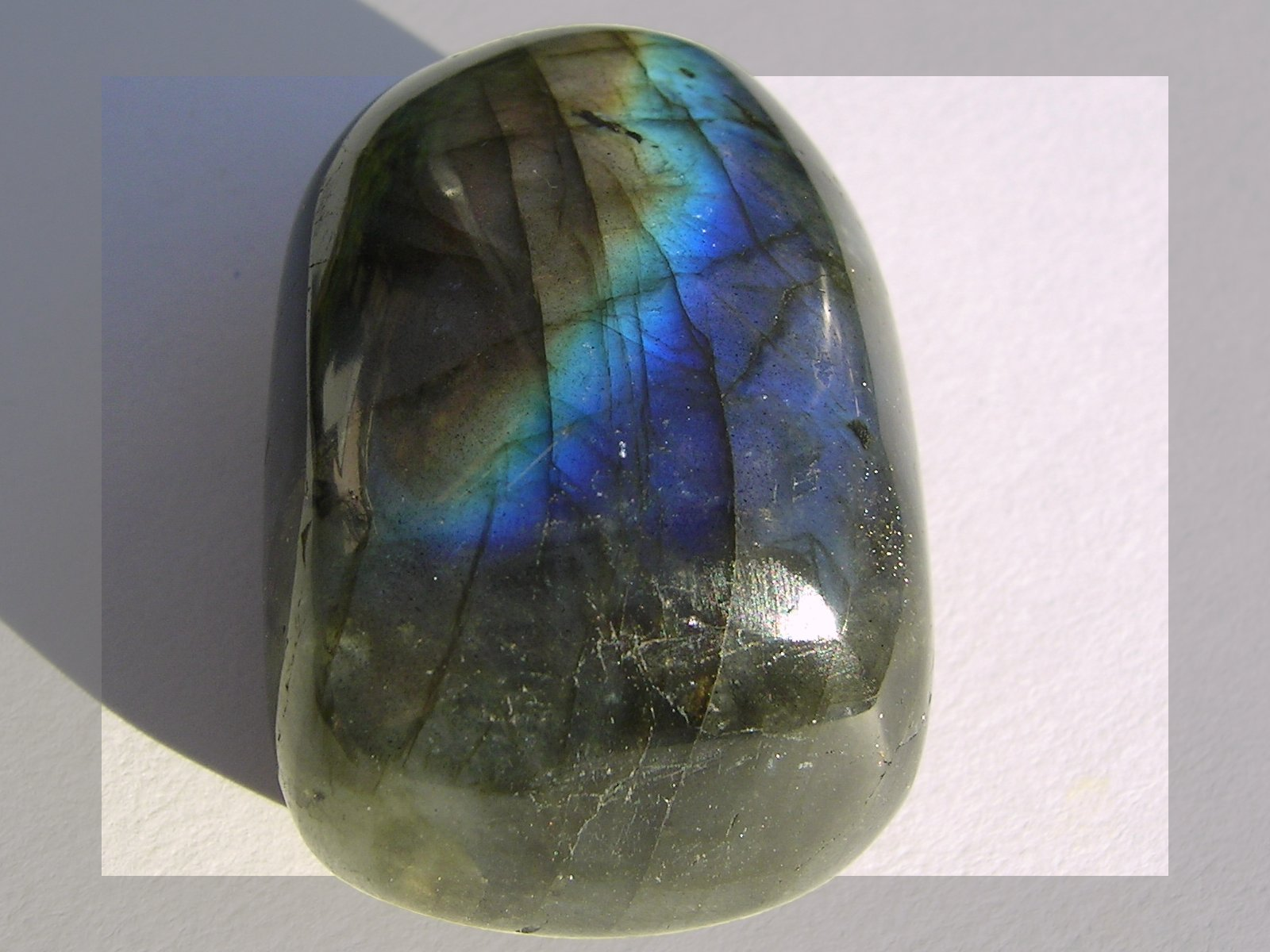
Cabujón de espectrolita.

Se denomina cabujón (del vocablo francés cabochon que a su vez 
deriva del francés antiguo caboche y este del latín caput, que significa “cabeza”.) a un estilo de talla de gemas así como también a una gema o piedra pulida de forma redondeada, que evoca la parte superior de un cráneo, lo cual explica su denominación en francés, de la cual ha pasado al castellano.
La forma resultante es por lo general una punta convexa con una base plana. El corte en cabujón es aplicado usualmente a las gemas opacas, mientras que el estilo de talla opuesta denominado faceteado es generalmente aplicado a piedras transparentes. La dureza de la piedra es también un factor importante, ya que piedras más suaves con una dureza menor de 7 en la escala de dureza de Mohs se rayan fácilmente, por polvo y arena compuestos a menudo de dióxido de silicio. Esto puede hacer que las gemas translúcidas se vuelvan rápidamente poco atractivas por lo cual se pulen como cabujones, haciendo las rayaduras menos evidentes.
En el caso de las piedras asteriadas tales como los zafiros de estrellas y las piedras chatoyanes o con brillo de ojo de tigre como el crisoberilo, la talla cabujón en forma de domo se utiliza para mostrar la estrella u ojo, que no sería visible en un corte faceteado.
La forma más común de corte de los cabujones es una elipse. Esto es porque el ojo es menos sensible a las pequeñas asimetrías en una elipse comparado con lo que ocurre con las formas redondas como el círculo. También se hace este corte ya que la combinación de una forma elíptica con el domo es estéticamente atractiva. Una excepción a esto son los cabujones en algunas coronas de relojes donde el corte es redondo.
En el arte hay diferentes ejemplos de uso ornamental de los cabujones, como los presentes en el Tesoro de Guarrazar con sus coronas visigóticas.

## Procedimiento
El procedimiento es cortar un trozo de la piedra en bruto con una sierra de losa luego se saca una forma de una plantilla y se dibuja en la piedra. Este trozo se recorta por la línea marcada usando una sierra de hoja de diamante, llamada sierra de recorte. Las ruedas diamantadas o de carburo de silicio se usan para pulverizar las piedras en bruto. La mayoría de los talleres lapidarios e instalaciones de producción han dejado el uso del carburo de silicio y su lugar ahora manejan ruedas diamantadas o los discos de vuelta plana para pulverizar la piedra.
Una vez que la pieza está recortada, se puede completar a mano, el terminado es normalmente hecho adhiriendo a las piedras cera endurecida en una clavija de madera alargada llamada "varilla de acabado". La pieza se coloca sobre la línea de la plantilla, los bordes de la parte de atrás pueden entonces ser biselados y finalmente la punta se lija y pule hasta crear un domo uniforme.

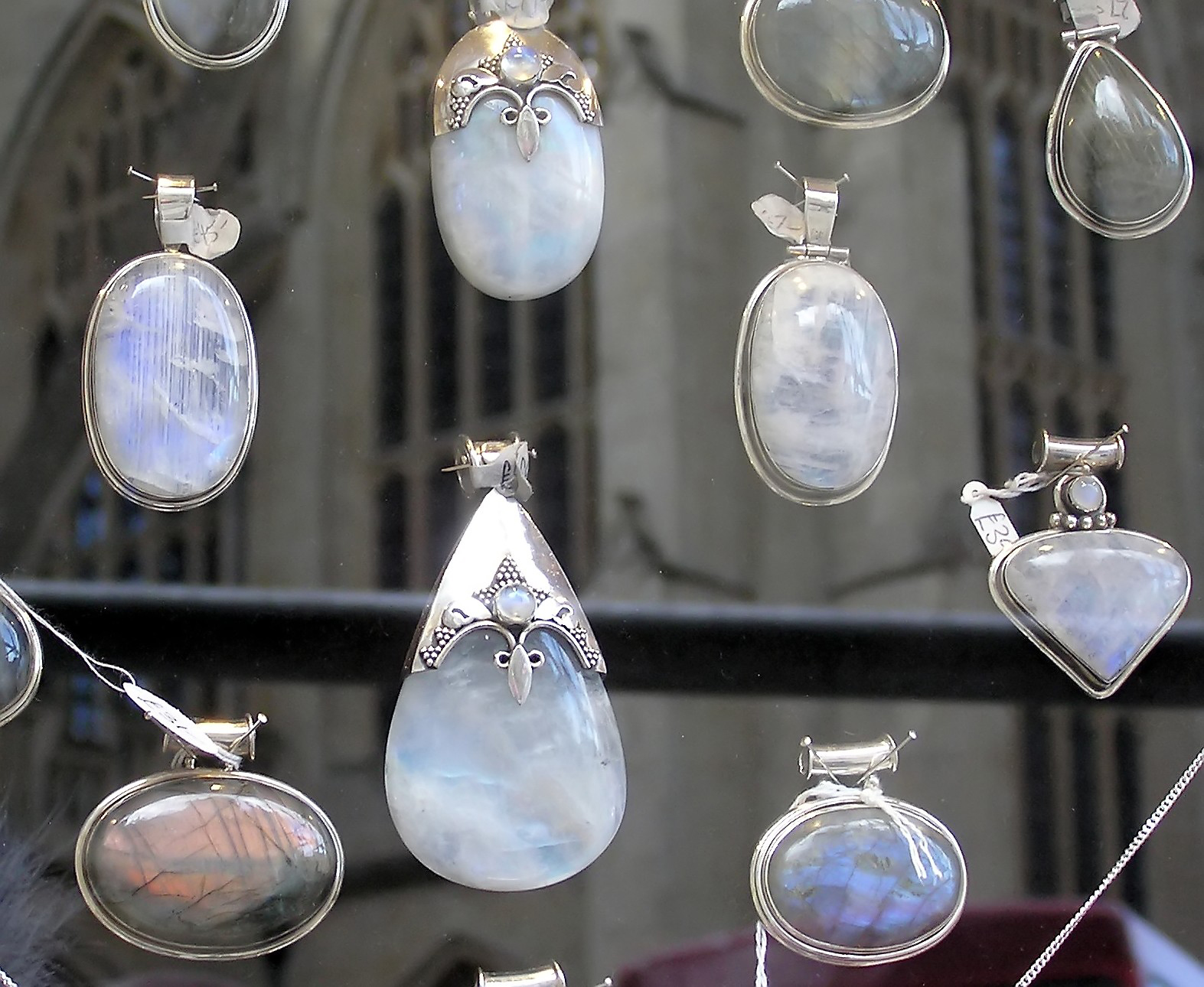
Cabujones en el escaparate de una joyería.
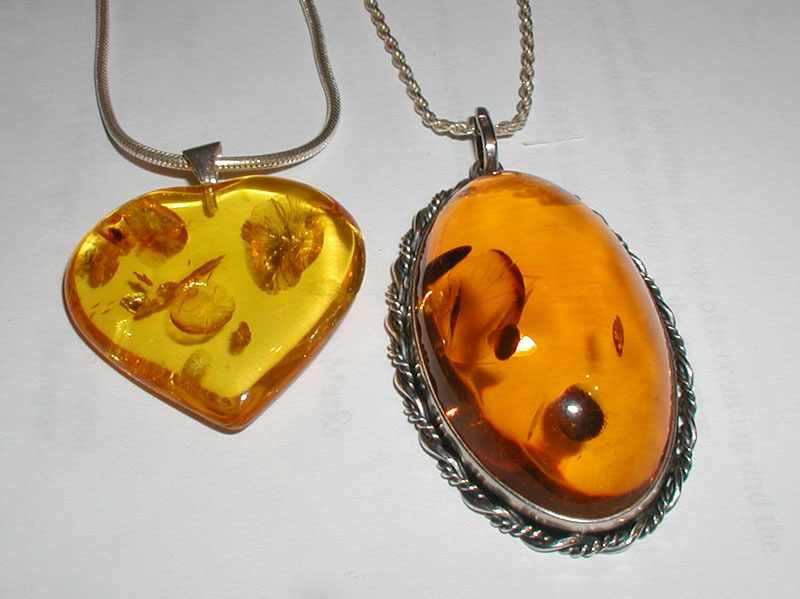
Un cabujón ovalado de 52 × 32 mm (2 × 1.3 pulgadas).
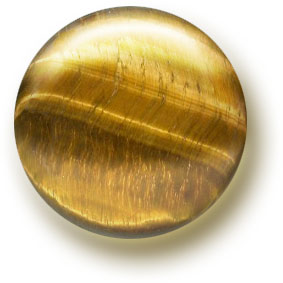
Cabujón de ojo de tigre.